# Transgender vrouw

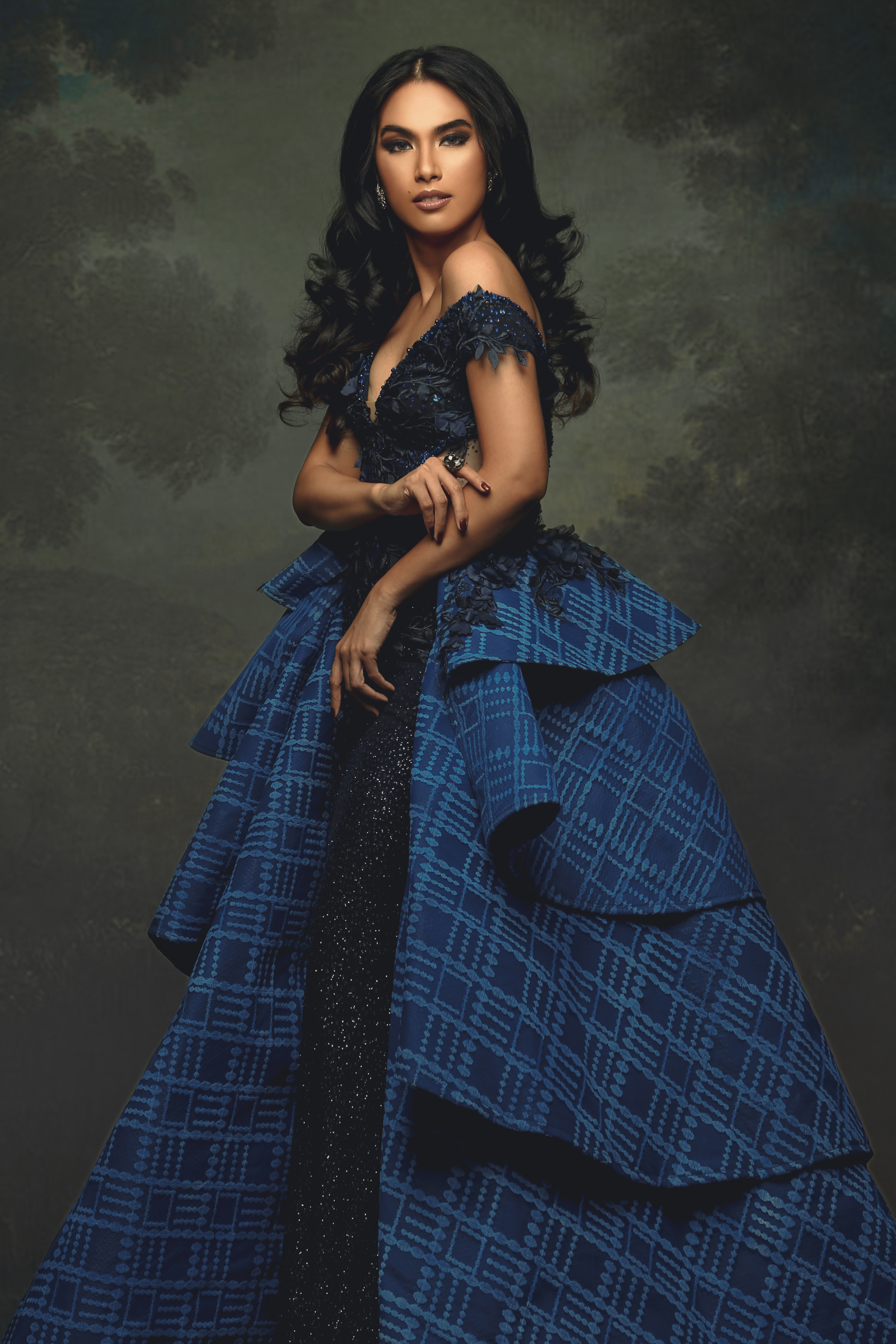
Mela Franco Habijan, winnaar van Miss Trans Global 2020.

Een transgender vrouw (vaak ingekort tot trans vrouw of transvrouw) is iemand van wie de genderidentiteit vrouw is en die bij geboorte is aangeduid als behorende tot het mannelijk geslacht.  Vaak betekent dit dat dergelijke mensen genderdysforie ervaren, wat een gevoel van onvrede inhoudt over het eigen biologische geslacht.  Transfeminien is min of meer het bijbehorende bijvoeglijk naamwoord, maar is minder zwart-wit.
De term transgender vrouw is niet altijd uitwisselbaar met transseksuele vrouw, al worden deze termen vaak door elkaar gebruikt. Transgender is een overkoepelende term die verschillende soorten gendervariante mensen omvat (inclusief transseksuele mensen).

## Gezondheid
Transvrouwen ondergaan vaak een geslachtsverandering. Een belangrijk onderdeel van de medische transitie voor transvrouwen is oestrogeenhormoonvervangingstherapie⁣, die de ontwikkeling van vrouwelijke secundaire geslachtskenmerken veroorzaakt (borsten, herverdeling van lichaamsvet, lagere taille-heupverhouding, enz.). In veel studies wordt gesteld dat dit, samen met een geslachtsverandering, de genderdysforie van de persoon genderdysforie kan verlichten.
Transvrouwen hebben een kortere levensverwachting vergeleken met mannen en vrouwen die niet in transitie gaan. Vergeleken met mannen in de algemene Nederlandse bevolking was het sterfterisico onder transgender vrouwen bijna het dubbele en bijna drievoudig in vergelijking met cisgender vrouwen.
Transvrouwen lopen een hoger risico op veneuze trombose en beroerte dan mannen en vrouwen die geen geslachtsverandering hebben ondergaan.

## Discriminatie
Transvrouwen worden op veel terreinen van het leven ernstig gediscrimineerd, onder meer op het gebied van werkgelegenheid en toegang tot huisvesting, en worden geconfronteerd met fysiek en seksueel geweld en haatmisdrijven, ook van partners. In de Verenigde Staten is discriminatie van transvrouwen die tot een raciale minderheid behoren bijzonder ernstig wat vaak gepaard gaat met transfobie en racisme.